# Omeisaurus
Omeisaurus is een geslacht van uitgestorven herbivore sauropode dinosauriërs dat 165 tot 160 miljoen jaar geleden, tijdens het middelste Jura, leefde in het gebied van het huidige China. Net als alle andere sauropoden was Omeisaurus een herbivoor. Hij werd tien tot 15,5 meter lang, vier meter hoog en woog rond de vijf ton.
Er zijn sinds 1939 tien soorten benoemd in het geslacht. Dat maakt het lastig algemene kenmerken ervan aan te geven. De wetenschappers zijn het er ook niet over eens of ze allemaal in het geslacht thuishoren.

## Vondst en naamgeving

### Omeisaurus jungshiensis
In 1935 werd de Amerikaanse paleontoloog Charles Lewis Camp bericht dat er bij Guandaopang in Sichuan veel fossielen te vinden waren. Hij wierf fondsen om samen met Yang Zhongjian (C.C. Young) opgravingen te verrichten. In 1936 ontdekten ze dat buiten de oostpoort van de stad Dongmenwai bij Junghsien in de prefectuur Rongxian een klein heuveltje lag, de Hsikuashan of Xiguashan geheten, aan de voet waarvan talrijke sauropodenbeenderen lagen. Zulke botten werden er al eeuwen door de plaatselijke bevolking voor magische en geneeskrachtige doeleinden als 'drakenbeenderen' verkocht. Deze botten werden nu systematisch opgegraven. De geborgen beenderen wogen 2,3 ton. In vierentwintig kratten werden ze door koelies, menselijke dragers, over een afstand van zo'n honderd kilometer naar de dichtstbijzijnde verharde straatweg vervoerd. Uiteindelijk bouwde men in Beijing, in het Cenozoic Research Laboratory, een vrij volledig skelet op, zij het zonder schedel. In 1937 was men echter door de Tweede Chinees-Japanse Oorlog gedwongen de collectie te evacueren. Hierbij ging het skelet tijdens treintransport verloren. Yang vluchtte vanwege de Japanse inval naar Sichuan, alwaar hij nog meer dinosauriërbotten begon op te graven.

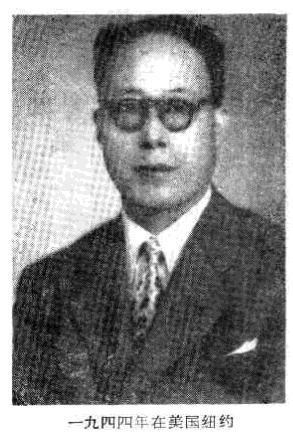
Yang Zhongjian

Het geslacht Omeisaurus werd in 1939 door Yang benoemd en beschreven, waarbij hij zich niet door de vermissing van de botten liet weerhouden. Omeisaurus is vernoemd naar de heilige berg Jemi of Omei, de Omeishan. De typesoort is Omeisaurus jungshiensis. De soortaanduiding verwijst naar de stad Junghsien. De fossielen zijn gevonden in een laag van de Xiashaximiaoformatie die dateert uit het Bathonien. In 1942 wees Yang nog zeven elders gevonden tanden aan de soort toe, de specimina IVPP V240 en IVPP V241; en een linkeropperarmbeen, specimen IVPP V257.
In 1974 werden veel uitgebreider opgravingen verricht. De gevonden botten werd eerst benoemd als een nieuw geslacht Zigongosaurus. In 1983 echter kwam Dong Zhiming tot de conclusie dat het typespecimen daarvan in feite een exemplaar van Omeisaurus jungshiensis was zodat Zigongosaurus daar een jonger synoniem van was. Het voordeel van deze situatie was dat een vervangend typespecimen voor Omeisaurus jungshiensis kon worden aangewezen. Het neotype is CV-001, een hersenpan. Hersenpan CV-002 is het neoparatype. Een twintigtal schedelelementen, van minstens acht individuen, werd verder aan de soort toegewezen. In 1983 werd ook specimen CV V00260 toegewezen, een vrijwel compleet skelet.
In 1958 benoemde Yang een tweede soort: Omeisaurus changshouensis. Het is gebaseerd op holotype IVPP V930, een skelet zonder schedel in 1954 gevonden bij Changshouhsien tijdens de renovatie van het stuwmeer van Shizitan. Dong concludeerde in 1983 dat er geen echte verschillen te vinden waren met Omeisaurus jungshiensis. Yang had wel gemeend dat het scheenbeen afwijkend langer was dan het dijbeen maar Dong kon niet geloven dat een sauropode een achterpoot van zulke proporties had. Nadere inspectie wees inderdaad uit dat het dijbeen te kort was gereconstrueerd. Dong handhaafde Omeisaurus changshouensis desalniettemin voorlopig als een geldige soort. Latere onderzoekers waren niet zo voorkomend en zagen deze soort als een jonger synoniem van Omeisaurus jungshiensis. Daartegen spreekt echter dat het in een jongere laag schijnt te zijn gevonden.

### Andere soorten
In 1983 benoemden Dong Zhiming, Zhou Shiwu en Zhang Yihong een Omeisaurus fuxiensis. De soort is gebaseerd op holotype CV 00267, een basioccipitale, bovenkaaksbeen en dentarium. Dit specimen is het oude paratype van Zigongosaurus fuxiensis. Als het holotype van Zigongosaurus aan Omeisaurus jungshiensis wordt toegewezen, kan Omeisaurus fuxiensis niet als Zigongosaurus worden aangeduid. Dat de soortaanduidingen identiek zijn werkt aldus zeer verwarrend. Het is echter ook gesteld dat Dong zich vergiste en dat Zigongosaurus geen synoniem is van Omeisaurus jungshiensis. Dat zou weer kunnen betekenen dat het in 1974 ontdekte materiaal minstens drie soorten vertegenwoordigt. Een verder probleem is dat het holotype een jong dier betreft. Nog een complicatie vormt de melding door Masahiro Tanimoto in 1988 dat Zigongosaurus in musea ook als Omeisaurus zigongensis wordt aangeduid.
Van 1972 af worden in de Dashanpu Dinosaur Quarry van Sichuan in een laag van de Xiashaximiaoformatie die dateert uit het Bajocien talrijke fossielen gevonden. Daaronder bevonden zich ook een dozijn skeletten van een grote sauropode. In 1984 werd op basis daarvan de soort Omeisaurus tianfuensis benoemd en beschreven door He Xinlu, Li Kui, Cai Kaiji en Gao Yuhui. De soortaanduiding verwijst naar de vindplaats bij Tianfu. Het holotype is specimen ZDM 5002, een vrijwel compleet skelet met schedel. Het paratype is T5702, een gedeeltelijk skelet met schedel. Veel andere exemplaren zijn toegewezen. Daaronder bevinden zich twee verdere skeletten met schedels, ZDM 5007 en ZDM 5004. Skeletten zonder schedel betreffen de specimina ZDM 5005 en ZDM 5046. Tien meer fragmentarische skeletten zijn T5703 tot T5710, Jc27 en K-16. In 1988 werd deze soort door He, Li en Cai in groot detail beschreven. In 1989 werden door Dong verschillende staartknotsen toegewezen, de specimina ZDM 5045, ZDM 5046, ZDM 5048, ZDM 5049, ZDM 5050, en ZDM 5052. Verschillende skeletten zijn in musea opgesteld. Deze vondsten kregen in China een enorme publiciteit. Voor het eerst ontstond er in dat land een grote publieke belangstelling voor dinosauriërs. Het opduiken van zoveel oeroude resten van de konglong, de 'verschrikkelijke draken', werd als een gunstig voorteken ervaren. Het beeld van het geslacht Omeisaurus wordt sindsdien helemaal bepaald door de soort Omeisaurus tianfuensis. Een verwijzing naar Omeisaurus zonder meer heeft typisch op die soort betrekking, waarover de meeste informatie voorhanden is. Verschillende onderzoekers, waaronder Gregory S. Paul, hebben echter gemeend dat Omeisaurus tianfuensis te veel van de typesoort Omeisaurus junghsiensis verschilt om beide soorten in hetzelfde geslacht in te delen. Die spreken dan van een "Omeisaurus" tianfuensis met de geslachtsnaam tussen aanhalingstekens.

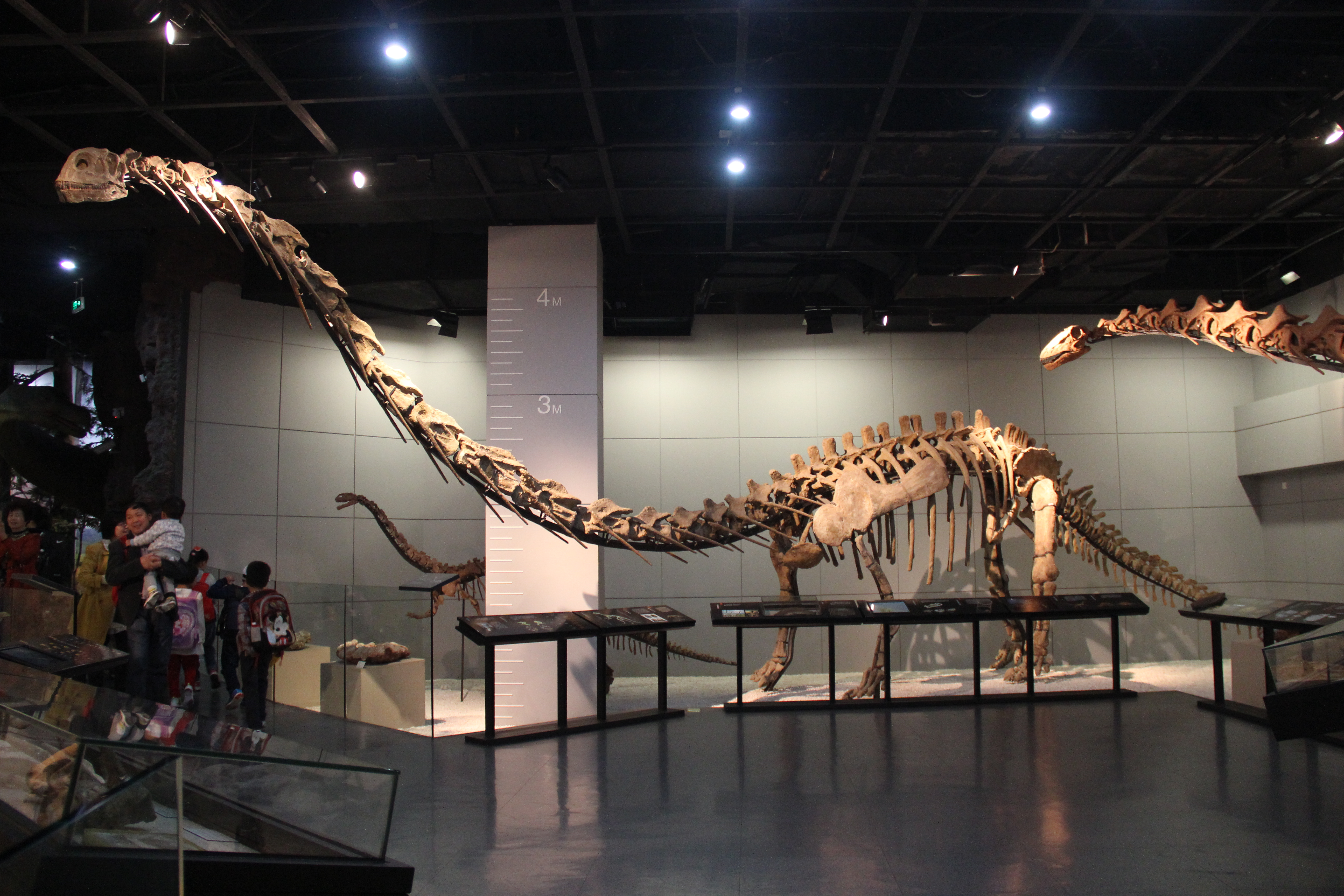
Een model van Omeisaurus maoianus

In dezelfde publicatie die O. tianfuensis herbeschreef, benoemde Li een volgende soort: Omeisaurus luoquanensis Li 1988 vide He, Li & Cai 1988. De soortaanduiding verwijst naar de vindplaats bij het dorp Luoquan in Sichuan. Het holotype is IVPP V21501, een gedeeltelijk skelet zonder schedel dat door Li in de jaren tachtig werd opgegraven in een laag van de Xiashaximiaoformatie. Het bestaat uit centra van de nek, doornuitsteeksels van de nek, rug en heup, veertien staartwervels, chevrons, een stuk rechterschouderblad, een opperarmbeen, delen van het bekken en een rechterdijbeen. Toegewezen is specimen IVPP V21502, een rechterschouderblad en rechteronderbeen. Later is de soort meestal niet als geldig beschouwd.
In 1996 werd door Zhang en Chen Wei gesuggereerd Omeisaurus gongjianensis te hernoemen tot Mamenchisaurus gongjianensis. Het artikel dat deze suggestie deed, is de enige in het Westen bekende publicatie waarin de naam Omeisaurus gongjianensis überhaupt voorkomt, waarvan de status dus zeer onzeker is maar die in 1995 door dezelfde auteurs benoemd schijnt te zijn. Het is ook niet duidelijk wat het holotype is.
In 2001 benoemden Tang Feng, Jin Xinsheng, Kang Ximin en Zhang G. de soort Omeisaurus maoianus. De soortaanduiding eert professor Mao Zhaoxi van de Universiteit van Zhejiang. Het holotype is ZNM N8510, een skelet met schedel bij Jingyuan gevonden in een laag van de Shaximiaoformatie.
In 2020 werd door Tan Chao e.a. een Omeisaurus puxiani benoemd. Het holotype is specimen CLGRP V00005, een skelet zonder schedel na 2016 opgegraven bij Pu'an. De soortaanduiding verwijst naar de vindplaats maar ook naar de bodhisattva van de berg Emei Samantabhadra, Pu Xian in het Chinees.
Tot nu toe zijn er tien soorten benoemd waaronder O. junghsiensis, O. changshouensis, O. fuxiensis, O. tianfuensis, O. luoquanensis, O. zigongensis, O. gongjianensis, O. maoianus, O. jiaoi en O. puxiani.

## Beschrijving

### Grootte
De lengte van Omeisaurus jungshiensis werd in 2010 door Gregory S. Paul geschat op veertien meter, het gewicht op vier ton. O. fuxiensis was de kleinste soort, met een lengte van elf meter, maar betreft een juveniel exemplaar. Omeisaurus tianfuensis werd in 2010 door Paul geschat op een lengte van achttien meter bij een gewicht van achteneenhalve ton. Omeisaurus maoianus schatte hij op vijftien meter lang en vijf ton zwaar. Omeisaurus puxiani is ongeveer vijftien meter lang.

### Onderscheidende kenmerken
In 2004 gaf Paul Upchurch één autapomorfie voor het geslacht als geheel: de opgaande tak van het bovenkaaksbeen is verticaal verbreed. Dit kenmerk wordt gedeeld door de twee soorten die Upchurch toen geldig achtte: Omeisaurus junghsiensis en Omeisaurus tianfuensis.
In 2020 werden vier synapomorfieën, gedeelde nieuwe kenmerken, aangegeven voor de klade bestaande uit Omeisaurus tianfuensis en Omeisaurus puxiani. De middelste halswervels zijn minstens viermaal langer dan hoog. De middelste en achterste halswervels hebben op de achterrand van het zijuitsteeksel een uitstekende driehoekige beenplaat. De middelste en achterste ruggenwervels hebben wervellichamen die in dwarsdoorsnede iets verticaal zijn afgeplat. Bij de voorste staartwervels zijn de zijuitsteeksels vleugelvormig, zonder een taps toelopend uiteinde. 

#### Omeisaurus jungshiensis
Dong gaf in 1983 een verbeterde diagnose van Omeisaurus jungshiensis. De lengte ligt tussen de tien en vijftien meter. De schedel is hoog met een korte snuit. Het breedste punt van de schedel ligt achter de oogkassen en het achterhoofd is breed. Er is geen uitstekende neusbrug als bij latere sauropoden. Het profiel loopt aldus geleidelijk bol naar voren af. Ook is de snuit niet erg breed in bovenaanzicht zodat de bouw wat lijkt op meer basale Sauropodomorpha. De grote neusgaten zijn niet teruggetrokken tot bij de ogen maar liggen, iets zijdelings geplaatst, vóór de grote driehoekige fenestrae antorbitales. Het bovenkaaksbeen is robuust. De bovenste slaapvensters zijn relatief klein, overdwars breed en hooggelegen. De oogkassen zijn groot, hebben een driehoekig profiel met de punt naar beneden gericht en zijn zijwaarts georiënteerd. De onderste slaapvensters vormen aansluitende driehoeken met de punt naar boven gericht. Het quadratum staat vrijwel verticaal. Er staan vier tanden in de praemaxilla, twaalf of dertien in het bovenkaaksbeen. De tanden zijn lepelvormig, een basaal kenmerk. De premaxillare tanden zijn langer, meer lansvormig en rechter.

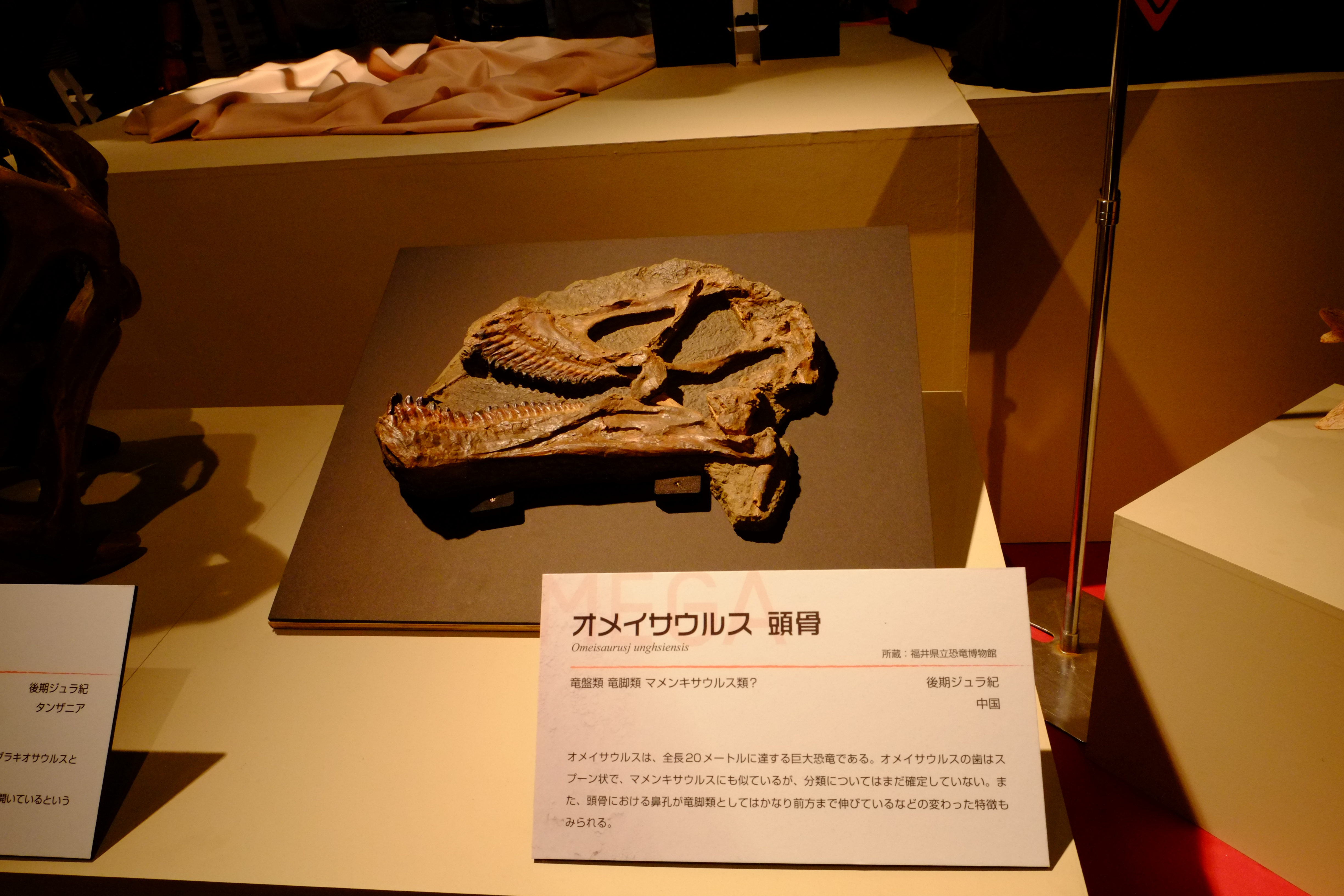
Een schedel van Omeisaurus jungshiensis

De onderkaak is hoog met een afgetekende 'kin'. Het dentarium draagt veertien tanden die wat kleiner zijn en vooraan lijken op de premaxillaire tanden.
Het aantal halswervels is onbekend maar werd door Dong op minstens veertien geschat, vermoedelijk zo hoog als zeventien. Het aantal ruggenwervels bedraagt vermoedelijk dertien, uitgaande van vier echte sacrale wervels. De staart telt een veertigtal wervels. De halswervels zijn opisthocoel, bol van voren en hol van achteren, en hebben pleurocoelen, pneumatische uithollingen op de zijden. Hun doornuitsteeksels zijn vrij laag en achteraan licht gevorkt. Ook de ruggenwervels zijn opisthocoel en gepneumatiseerd maar hebben opvallend lange doornuitsteeksels. De eerste staartwervel is amfiplat, de tweede tot met zevende wervels zijn procoel, hol van voren, tot en met de eenentwintigste zijn ze amficoel, hol aan beide uiteinden, en daarna weer amfiplat, plat aan beide uiteinden.
De voorpoten hebben tachtig procent van de lengte van de achterpoten. De onderarm heeft tachtig procent van de lengte van de bovenarm. Dong meldde in 1983 een sleutelbeen. Het dijbeen heeft een ovale dwarsdoorsnede. De vierde trochanter lig hoog, op een derde van de schachtlengte. Het sprongbeen is groot, plat en gerekt. De tenen zijn robuust maar de vijfde teen is vermoedelijk gereduceerd tot een enkel kootje zodat de formule 1-2-3-2-1 bedraagt.

#### Omeisaurus fuxiensis
In 1983 verschafte Dong ook een diagnose van Omeisaurus fuxiensis. Hij wees er allereerst op dat het dier kleiner was dan Omeisaurus jungshiensis. Vergeleken met die laatste soort is het achterhoofd smaller en de schedel lager. In het algemeen is de bouw zeer op die van Omeisaurus jungshiensis gelijkend. Een duidelijk verschil zag Dong echter in de vorm van de achterhoofdsknobbel. Die is bij Omeisaurus jungshiensis een halve bol met een glad oppervlak. Deze condylus occipitalis steekt bij Omeisaurus fuxiensis echter minder uit maar eindigt wel in een scherp puntje, terwijl het oppervlak meer uit richels is opgebouwd. Daarnaast is de snuit wat langer en smaller. De 'kin' is minder afgetekend. De tanden zijn talrijker en korter. Er staan er vier van in de praemaxilla, veertien in het bovenkaaksbeen en zeventien tot negentien in het dentarium van de onderkaak.

#### Omeisaurus tianfuensis

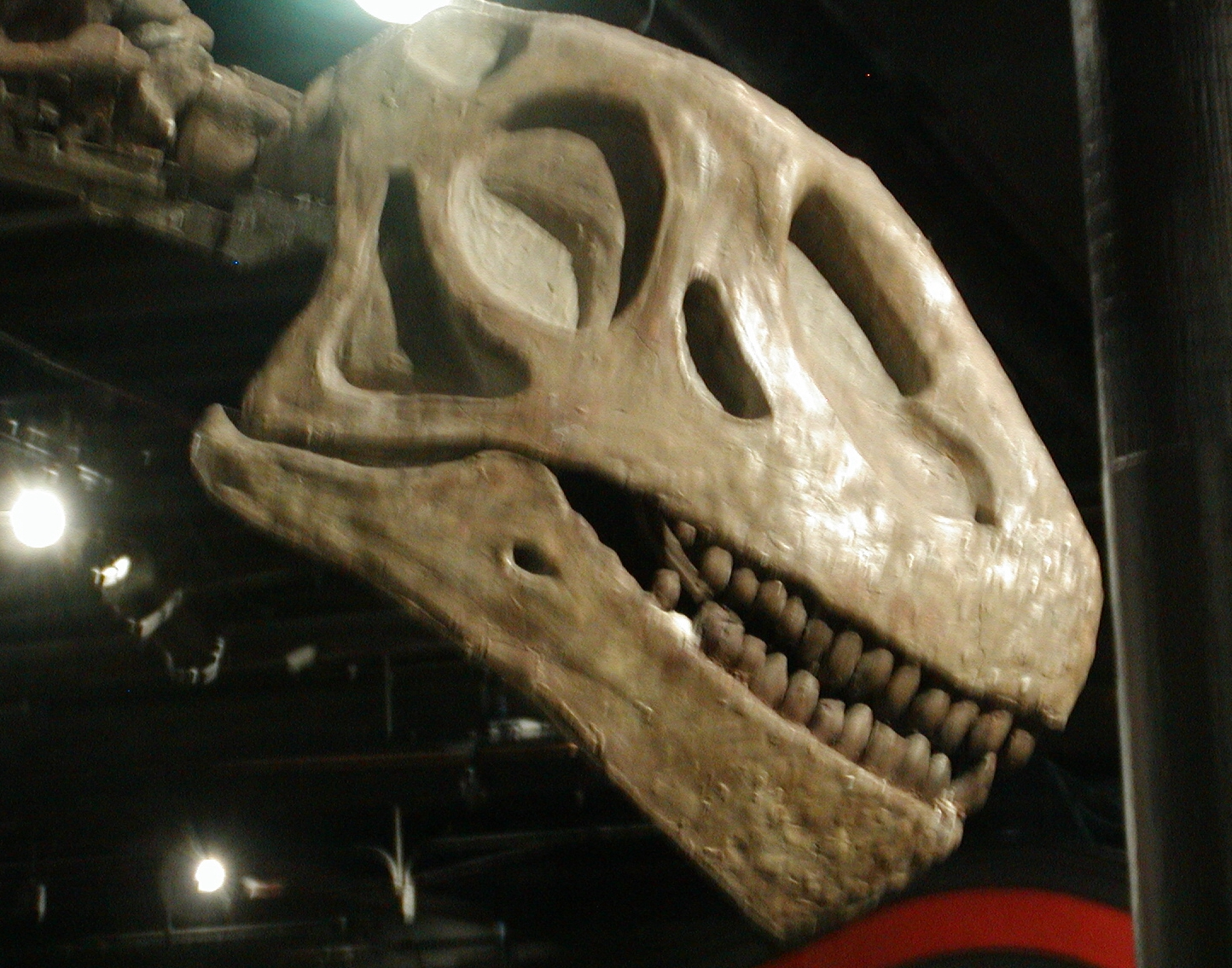
Een model van een schedel van O. tianfuensis

De schedel van Omeisaurus tianfuensis heeft wel iets van die van Omeisaurus junghsiensis weg. Ook hier bevinden de neusgaten zich in een middenpositie. Een verschil is dat de middenlijn van de schedel naar boven uitloopt in een hoge kamvormige structuur. Er is zo een soort neusbrug. Het schedeldak kromt in het midden naar boven toe zodanig dat de bovenste slaapvensters naar buiten gedraaid worden. De snuit is echter korter en de fenestra antorbitalis veel kleiner dan bij Omeisaurus junghsiensis. De oogkas is ronder en het onderste slaapvenster veel lager. Er staan vier tanden in de praemaxilla en elf in het bovenkaaksbeen. De veertien tot vijftien tanden in de onderkaken zijn langer dan die in de bovenkaken, vooral vooraan. Ook deze soort heeft een hoge en scherpe 'kin', een aanwijzing voor een krachtige beet.

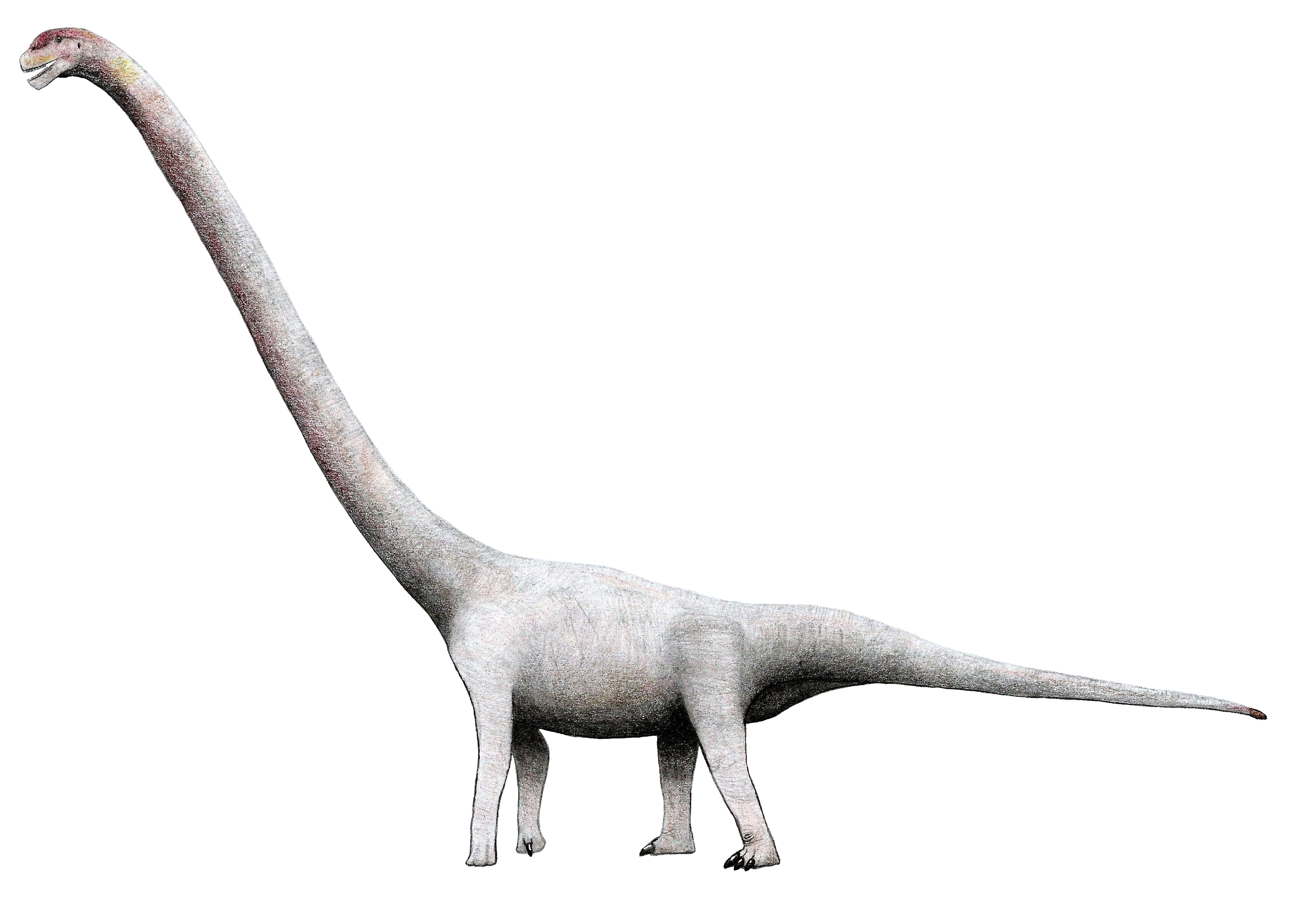
O. tianfuensis heeft een zeer lange nek en een vrij korte staart, hier uitgerust met een staartknots

Bij de skeletten van Omeisaurus tianfuensis die in Chinese musea worden opgesteld, is standaard een aantal fouten gemaakt. De staart wordt afhangend getoond, terwijl de staartbasis in feite schuin omhoog gericht moet zijn geweest. Het schouderblad is horizontaal geplaatst wat de hele voorpoot omhoog brengt en dus te kort doet uitsteken. Dit doet weer de rug naar voren aflopen terwijl die in feite opliep. O. tianfuensis schijnt gespecialiseerd te zijn geweest in het eten van hogere plantenlagen zoals ook blijkt uit zijn lange nek. Omeisaurus tianfuensis was de omeisaurussoort met de langste nek; zijn nek werd negen meter lang. De enige dinosauriërs die in absolute zin een langere nek hadden als O. tianfuensis zijn benoemd als soorten van Mamenchisaurus: M. hochuanensis heeft een nek van 9,3 meter en M. sinocanadorum zelfs van zeventien meter. De nek is zo lang vanwege het hoge aantal van zeventien halswervels maar ook door de langwerpigheid van de individuele wervels. Die wordt nog versterkt door lage ruggenwervels. Daarbij liggen de nekribben vlak tegen de wervellichamen aan. De nek is dus niet alleen lang maar ook slank. De nek is net zo lang als de rest van het lichaam en tweemaal zo lang als de romp. Die laatste is overigens vrij kort door gedrongen ruggenwervels. Hun doornuitsteeksels zijn ook vrij kort en daarbij tamelijk slank in zijaanzicht. De lichte bouw van de romp zet zich voort in de vijf sacrale wervels van het heiligbeen dat door slanke sacrale ribben met grote tussenruimten met het bekken is verbonden. De staartbasis daarentegen is opvallend hoog. De onderste chevrons ervan zijn lang. De doornuitsteeksels nemen tot de zesde wervel iets in lengte toe zodat er een soort lage kam op de staartbasis ontstaat. Na de negende wervel echter neemt de staart snel in hoogte af en loopt taps toe. De staartlengte als geheel is zo niet erg groot.

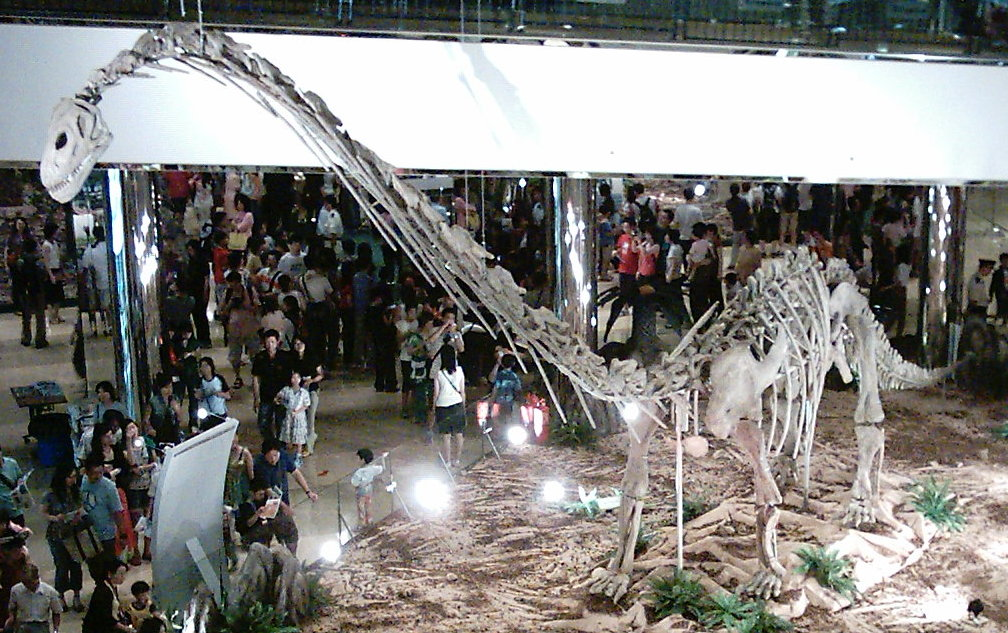
Een van de vele tentoongestelde skeletten

Er werd een aantal losse staartknotsen ontdekt in de buurt van de fossielen van Omeisaurus tianfuensis. In 1989 werden die toegewezen aan Omeisaurus, maar in 2004 wees Paul Upchurch erop dat ze ook van grote exemplaren van Shunosaurus zouden kunnen zijn geweest, die in dezelfde periode op ongeveer dezelfde plaats leefde. De al bekende staartknotsen van die soort lijken er namelijk sterk op. Ze bestaan uit een half dozijn vergroeide uiterste staartwervels die samen een ovale structuur vormen. Ze zijn niet in anatomisch verband met een skelet gevonden. O. tianfuensis wordt echter wel vaak met een staartknots in illustraties afgebeeld. In ieder geval was een mogelijke staartknots niet erg groot in verhouding tot het dier als geheel. Een heel effectief wapen kan het dus niet geweest zijn. De hogere kam op de staartbasis zou gediend kunnen hebben om een zwiepende beweging aan te drijven.
De schoudergordel is zeer robuust. Het schouderblad is recht, vrij breed in de schacht en naar boven verder verbreed. De voorrand toont een krachtige processus acromialis. De beennaad met het ravenbeksbeen is lang. Dit laatste bot vormt een grote ovale plaat. De voorpoot is tamelijk langgerekt. Het opperarmbeen is lang en neigt naar de lengte bij de Brachiosauridae. Anders dan bij de opgestelde skeletten stonden de middenhandsbeenderen vermoedelijk verticaal.
Het bekken is lichtgebouwd met een laag darmbeen. Het is niet bijzonder breed. Het schaambeen en zitbeen zijn langgerekt en vormen geen grote platen. De achterpoten zijn relatief lang. O. tianfuensis staat dus hoog op de poten, met een flinke ruimte tussen de romp en de bodem. De voetklauwen zijn relatief lang en recht.

#### Omeisaurus puxiani
In 2020 werd een aantal onderscheidende kenmerken aangegeven van Omeisaurus puxiani. Twee daarvan zijn autapomorfieën, unieke afgeleid eigenschappen. De doornuitsteeksels van de achterste ruggenwervels zijn overdwars verbreed in plaats van van voor naar achter — dit is een autapomorfie ten opzichte van de Omeisauridae. Bij de voorste staartwervels zijn de doornuitsteeksels bovenaan naar achteren verbreed met een gevorkt uiteinde — Dit is uniek voor de Sauropoda als geheel.
Daarnaast is er een unieke combinatie van op zich niet unieke kenmerken. De halswervels hebben goed ontwikkelde pleurocoelen. De meest langwerpige halswervels hebben een verhouding tussen de lengte en hoogte van het centrum die boven de vier ligt, 4,4 bij de negende halswervel. De uithollingen op de zijkanten van de ruggenwervels worden door een extra schot verdeeld. Bij de ruggenwervels hebben de doornuitsteeksels een knuppelvormig uiteinde. De staartwervels zijn licht amficoel. Bij de eerste staartwervel zijn de zijuitsteeksels verticaal verbreed. Bij de voorste staartwervels zijn de zijuitsteeksels vleugelvormig. Bij het opperarmbeen is de deltopectorale kam naar achteren en buiten omgebogen. De ellepijp is relatief lang met negenenzestig procent van de lengte van het opperarmbeen.

## Fylogenie
Yang plaatste Omeisaurus in 1939 in de Helopodinae, dus als verwant van Euhelopus die toen nog Helopus heette. In 1958 was hij van mening veranderd en werd het de Astrodontidae. Vaak plaatste men daarna Omeisaurus in de Cetiosauridae, een verzamelbak voor "primitieve" sauropoden. In 1983 zag Dong Omeisaurus als een lid van de Euhelopodinae. Deze laatste hypothese werd in de jaren negentig ondersteund door exact cladistisch onderzoek door Upchurch die in zijn analyses een Aziatische klade vond van sauropoden die zich van Shunosaurus uit over Omeisaurus naar Euhelopus zouden hebben ontwikkeld. In dat geval zou Omeisaurus een staartknots van Shunosaurus kunnen hebben geërfd. Later wezen zijn analyses er echter op dat Shunosaurus een veel oudere aftakking moet hebben gevormd. Upchurch begon toen kritischer naar de herkomst van de staartknotsen te kijken, en concludeerde dat er geen goed bewijs was dat ze werkelijk van Omeisaurus stamden. Tegenwoordig wordt Omeisaurus meestal beschouwd als een lid van een eigen Omeisauridae of de Mamenchisauridae. Hoewel hoger in de stamboom staand dan Shunosaurus, vormen die toch een vrij basale groep in de Eusauropoda.